# 化工流程泵
化工流程泵主要是指在石油，化学工业生产，输送，运输过程所使用的泵。由于化工介质的复杂，多样性，常常是具有危害、有毒、有腐蚀性、易燃性和糜烂作用及易产生化学反应的固体或者气体介质。并且考虑使用，成本，管理的实际问题。化工流程泵除了具备泵本身的作用以外，所输送化工介质始终对泵的材料、质量、耐腐蚀、可靠、温度、环境保护性能都有着不同标准和要求。
化工流程泵种类复杂，繁多。常见的化工流程泵有氟塑料泵、硫磺泵、磷酸泵、甲胺泵、液氨泵、低温泵、石墨泵。